# Mars 1817

## Événements
- 3 mars :

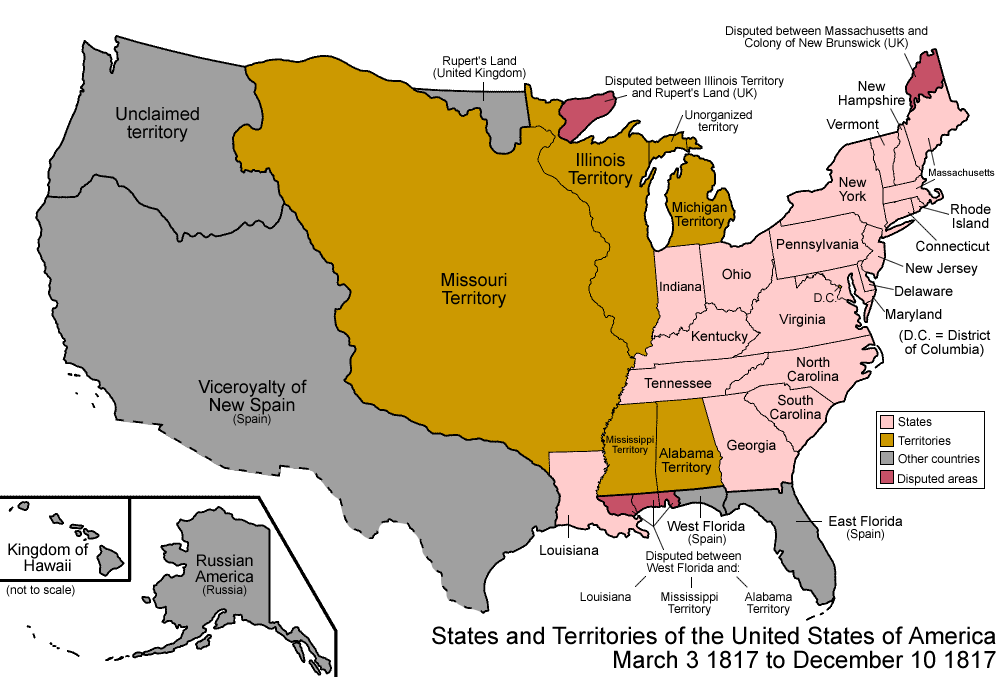
3 mars - 10 décembre 1817

  - Pour avoir abandonné sa frégate La Méduse, ses passagers et son équipage, le commandant Hugues Duroy de Chaumareys est condamné à trois ans de prison.
  - le territoire de l'Alabama est séparé du territoire du Mississippi ; ils correspondent alors tous deux à leur équivalent actuel[1].

- 4 mars :
  - Cérémonie d'investiture à Washington D.C. du cinquième président des États-Unis, James Monroe[2].
  - L’habeas corpus est suspendu au Royaume-Uni[3] (fin en 1820).

- 6 mars, Brésil : début de la révolution Pernambucana à Recife, dirigée par Domingos José Martins, négociant libéral formé au Royaume-Uni, lié aux officiers pernamboucains[4]. Un incident -un Portugais est frappé par un soldat brésilien- déclenche la révolution. Un gouvernement provisoire est constitué, dirigé par João Ribeiro, un prêtre, assisté de Domingos Martins. Il diminue les impôts et augmente la solde des troupes. Il publie un manifeste, le Preciso. Le mouvement tente de s’étendre à tout le Nord, mais le roi envoie contre lui l’armée de terre et une escadre de la marine. La répression est féroce, arrêtée par une amnistie royale le 6 février 1818[5].

- 8 mars : création de la bourse de New York sous le nom de New York Stock & Exchange Board[6].

- 10 mars : les Blanketeers du Lancashire, bande de chômeurs de l’industrie textile, organisent une marche sur Londres[7].

- 19 mars, France : assassinat de l'ancien procureur impérial Antoine Bernardin Fualdès, dont le corps est retrouvé flottant dans l'Aveyron, point de départ de la célèbre Affaire Fualdès, qui eut un énorme retentissement à travers toute la France et l'Europe.

## Naissances
- 3 mars : Charles Borély, peintre français († 7 septembre 1884) ;
- 5 mars : 
  - Austen Henry Layard (mort en 1894), voyageur, archéologue, cunéiformiste, historien de l'art et dessinateur britannique ;
  - Gustave van Havre : homme politique belge († 23 janvier 1892) ;
- 6 mars : Nicolas Swertschkoff, peintre russe († 25 juillet 1898) ;
- 7 mars : Alexandre Antigna, peintre français († 26 février 1878) ;
- 9 mars : Anna Rimbaut-Borrel, peintre française († 13 octobre 1842) ;
- 27 mars : Karl Wilhelm von Nägeli (mort en 1891), botaniste suisse.

## Décès
- 11 mars : Jean-Baptiste Poncet-Delpech, homme politique, magistrat, homme de lettres français (° 12 septembre 1743)
- 15 mars : Jean Népomucène Hermann Nast, fabricant de porcelaine autrichien naturalisé français (° 13 mai 1754).